# Daidai
Daidai (tiếng Nhật: 橙, 臭 橙, âm Hán Việt: "chanh", "xú chanh", có nghĩa là cam hôi; tiếng Trung Quốc: 酸 橙, âm Hán Việt: "toan chanh" có nghĩa là cam đắng; tiếng Hàn Quốc: 광귤, gwanggyul), là một loài cam đắng có nguồn gốc châu Á. Nơi xuất phát ra Daidai là thung lũng vùng dãy Himalaya, sau lan dọc Trường Giang, Trung Hoa rồi được đem sang trồng bên Nhật Bản trước khi ra mắt ở Tây phương. Trái cam chua thoạt tiên màu vàng, khi sang xuân gần chín thì chuyển sang màu lục. Tiếng Nhật gọi màu cam là だいだい色 () hoặc daidai-iro, tức là màu của trái daidai.

## Công dụng
Cam chua daidai có hai giống chính, 臭橙 (kabusu) (xú chanh) và 回青橙 (kaiseito) (hồi thanh chanh), quả nhỏ hơn. Cam chua daidai vị rất đắng, không được ăn. Tuy nhiên vỏ daidai phơi khô có công dụng làm thuốc trong Đông y Nhật Bản. Vỏ khô trái non có tên là 枳実 (kijitsu) (chỉ thực) dùng trị đau bụng với tác năng giải độc cũng như thuốc nhuận tràng. Vỏ daidai chín gọi là (橙皮 (tohi) (chanh bì) dùng làm nước hoa gia vị hoặc pha làm nước giải khát. Nước daidai ép được dùng làm ponzu. Giống kabusu có giá là thơm hơn.

## Khía cạnh văn hóa
Danh từ daidai đồng âm với 代代 () (đại đại) tức "đời đời" vì quả chín trên cây để mấy mùa cũng không rụng, nên năm này sang năm khác đều có trái. Người Nhật cho đó là điềm lành nên hay cúng daidai như một cách chúc phúc. Ngoài ra đài hoa của giống kaiseito có hai núm giống như quả đặt trên bệ mâm, đồng âm với 台台 (daidai) "đài đài". Đó là lý do daidai còn gọi là 座橙々 (za-daiidai) "tọa chanh chanh" (nghĩa đen là daidai trên bệ).
Ngày Tết Nhật Bản người dân hay trang hoàng nhà cửa bằng cây daidai, một biểu tượng cho gia đình đời đời trường tồn. Khi cúng họ chồng hai trái cam chua lên trên mẩu bánh dầy Kagami mochi rồi đặt lên bàn thờ cũng cùng ý sung thịnh vĩnh cửu. Lệ này có từ thời Edo.
Giới khoa học vẫn chưa công nhận daidai là một loài thực sự chiếu theo Danh sách thực vật.